# واوسون (اوهایو)
واوسون(به انگلیسی: Wauseon) شهری در ایالت اوهایو کشور ایالات متحده آمریکا است که جمعیت آن در سرشماری سال ۲۰۱۰ میلادی، ۷٬۳۳۲ نفر بوده‌است.